# Pavel Lednjov
Pavel Serafimovitj Lednjov (ryska: Павел Серафимович Леднёв), född 25 mars 1943 i Gorkij i Sovjetunionen (nu Nizjnij Novgorod i Ryssland), död 23 november 2010 i Moskva, var en sovjetisk idrottare inom modern femkamp.
Han tog OS-silver i lagtävlingen och OS-brons i den individuella tävlingen i samband med de olympiska tävlingarna i modern femkamp 1968 i Mexiko City.
Han tog OS-guld i lagtävlingen och OS-brons i den individuella tävlingen i samband med de olympiska tävlingarna i modern femkamp 1972 i München.
I samband med de olympiska tävlingarna i modern femkamp 1976 i Montréal. tog han OS-silver i den individuella tävlingen.
Därefter tog Lednjov OS-guld i lagtävlingen och OS-brons i den individuella tävlingen i samband med de olympiska tävlingarna i modern femkamp 1980 i Moskva.